# Cửa Bắc (Thành Hà Nội)

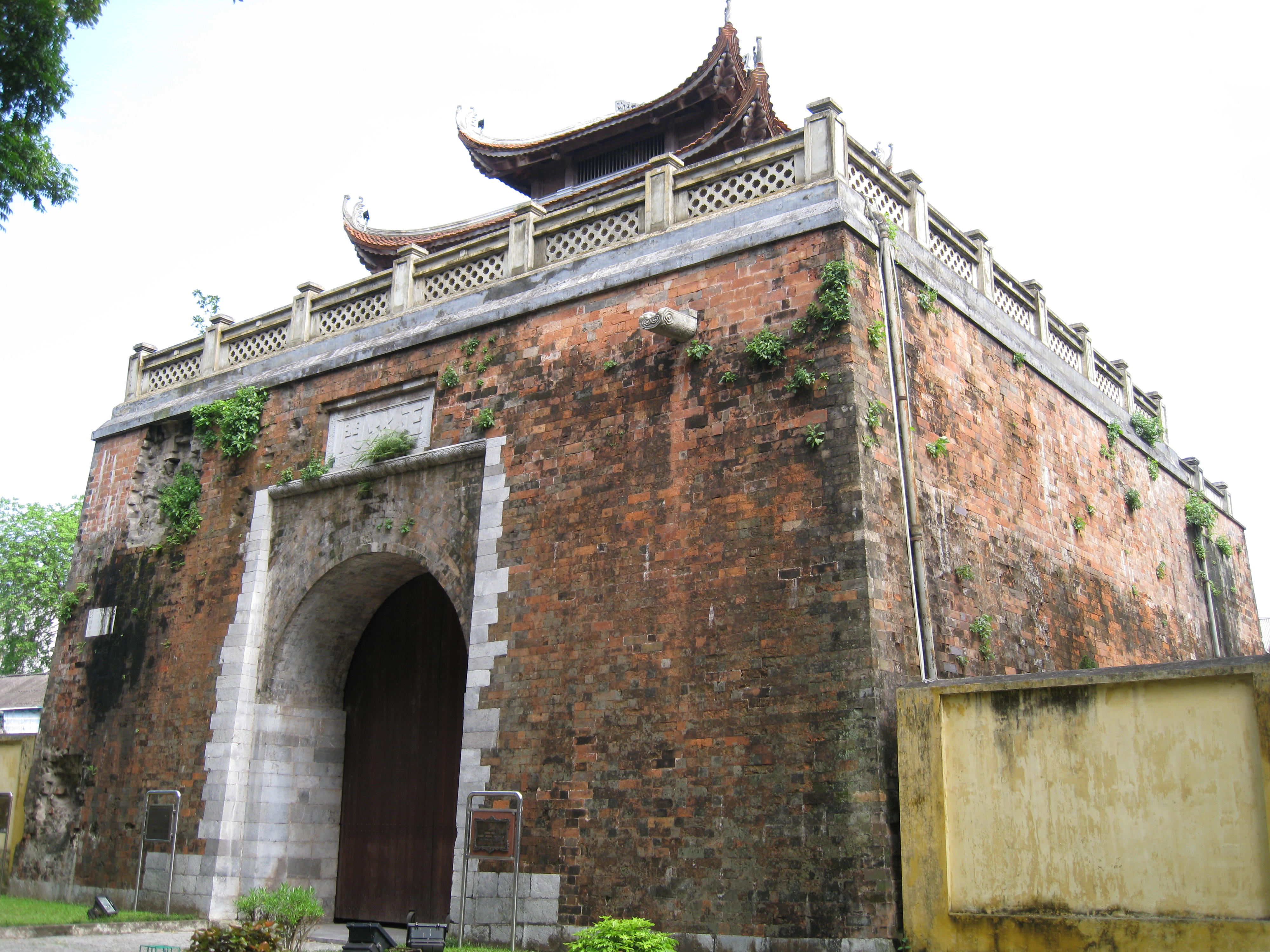
Cửa Bắc, hình chụp bên ngoài năm 2009.

Cửa Bắc, thành Cửa bắc hay Chính Bắc Môn (正北門) là một trong năm cửa của thành cổ Hà Nội thuộc thời Nguyễn.

## Vị trí và hình dáng
Sử chép rằng Cửa Bắc được xây dựng từ thời Nguyễn, trên nền Cửa Bắc của thời Lê và hoàn thành năm 1805. Cửa Bắc được xây dựng theo kiến trúc vọng lâu: phía trên là lầu, phía dưới là thành.
Cửa Bắc nay nằm trên đường Phan Đình Phùng thuộc quận Ba Đình, Hà Nội. Cửa Bắc là một khối gần như vuông dạng hình thang, tường hai bên xoải ra. Lòng cửa là vòm cuốn xây gạch. Mép cửa kè đá hình chữ nhật, riềm trên bằng đá trang trí viền cánh sen. Trên nóc cửa có vọng lâu là một phương đình 8 mái.
Phía bắc trán cửa có gắn tấm biển, ở giữa khắc nổi ba chữ Hán "Chính Bắc Môn" (門北正, viết và đọc từ phải sang trái kiểu truyền thống). Riềm cửa gắn biển đá trang trí nổi hoa dây. Bên cạnh phía phải gắn một tấm biển đá khắc ngày 25 tháng 4 1882, đánh dấu ngày quân Pháp khai hỏa, bắn vào thành và chiếm lấy thủ phủ xứ Bắc Kỳ. Tường cửa còn nguyên dấu đạn pháo của quân xâm lăng.
Trên lầu hiện là nơi thờ Nguyễn Tri Phương và Hoàng Diệu - hai vị Tổng đốc đã có công cùng nhân dân thành Hà Nội chống trả lại kế hoạch xâm chiếm thành của thực dân Pháp. Hai ông đều nhận lấy cái chết dầu không giữ được thành.

## Giá trị văn hóa

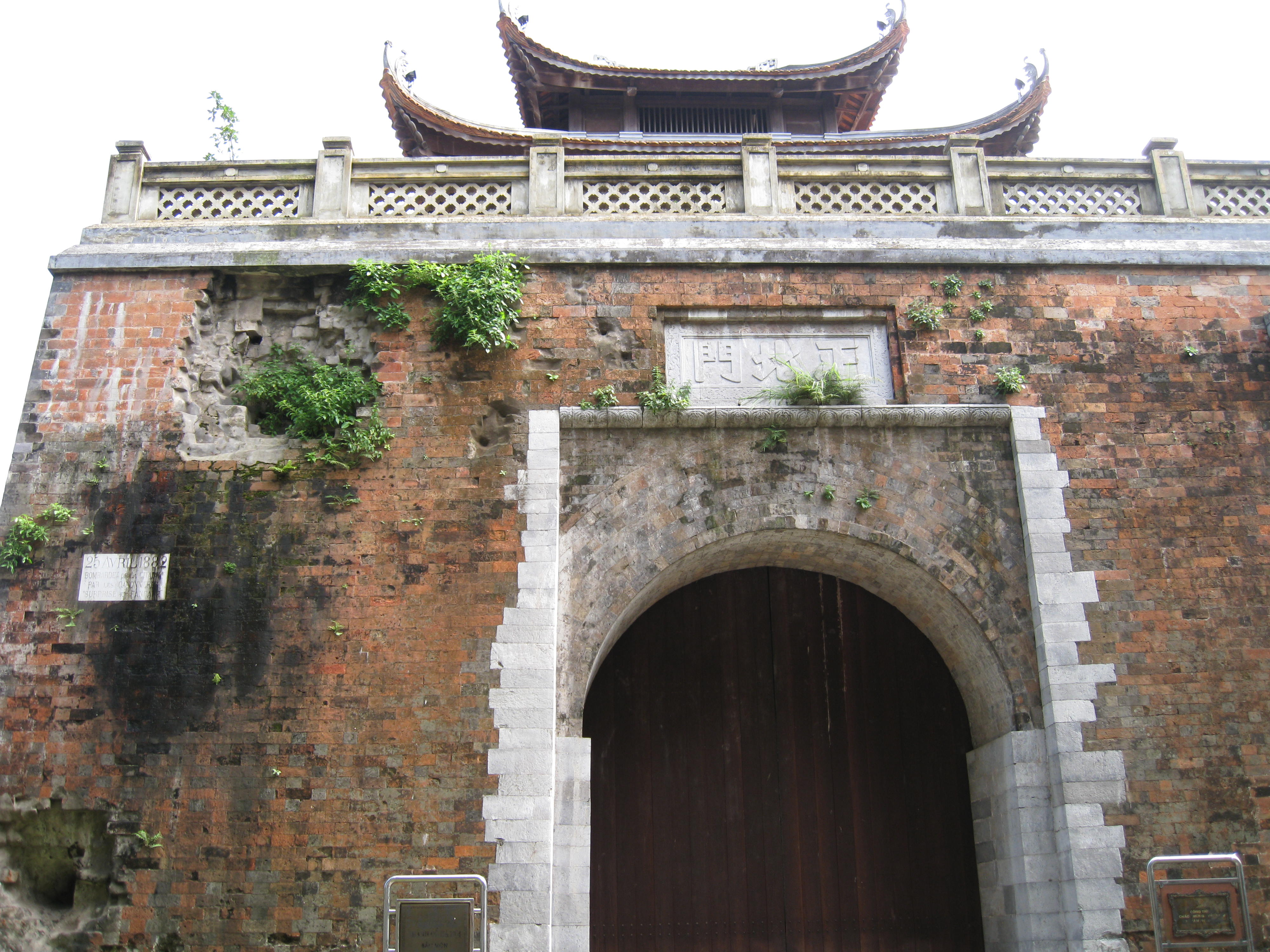
Vết đại bác trên cổng Bắc thành Hà Nội do pháo thuyền của Pháp bắn vào. Nguyên văn biển đá bằng tiếng Pháp: 25 Avril 1882: Bombarde de la citadelle par les canonnières "Surprise" et "Fanfare"; nghĩa là 25 tháng 4 năm 1882: Vết bắn phá thành của các pháo thuyền "Surprise" và "Fanfare".

Thành Cửa Bắc là một trong số ít di tích còn sót của thành cổ Hà Nội. Dấu vết đạn pháo bắn trên bức tường thành đã minh chứng cho một giai đoạn khó khăn của người dân Hà Nội phải chống trả sự chiếm thành khi thực dân Pháp đánh thành Hà Nội lần thứ hai năm 1882.
Năm 1999 cũng tại đây, các nhà khảo cổ đã phát hiện các phần còn lại của một bức tường xây bằng đá và gạch vồ, nền móng dày 1,2m và dấu tích của một kiến trúc khác thời Lê tại độ sâu từ 1,66m - 2,20m.

## Hình ảnh về thành cửa Bắc

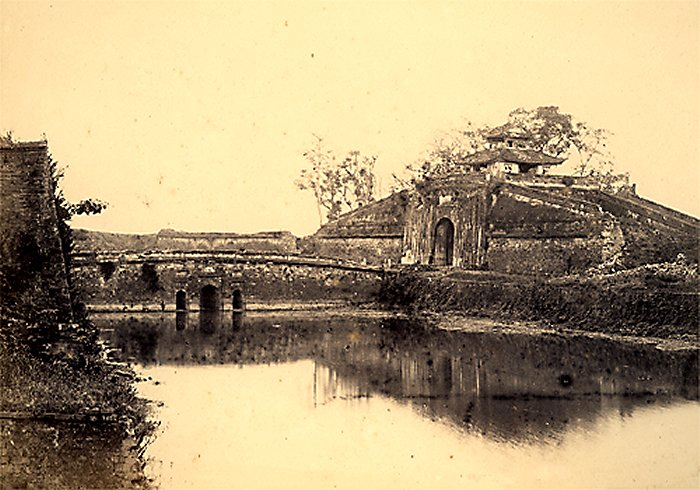
Cửa Bắc nhìn từ bên ngoài, phía trước là hào nước (hình chụp của bác sĩ Charles-Edouard Hocquard kh. năm 1884-1885).
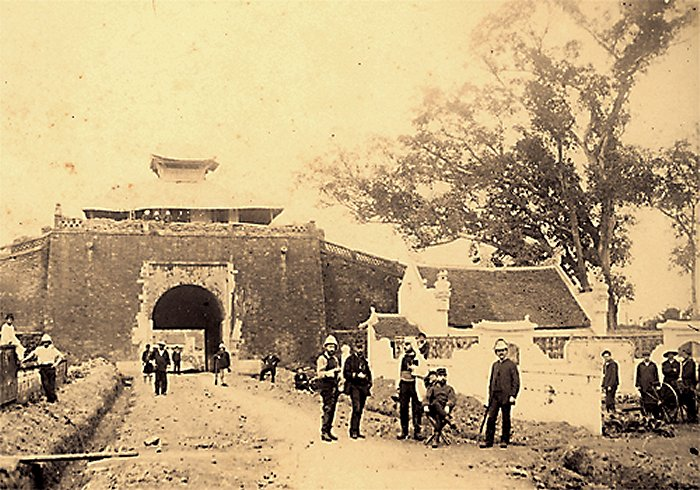
Cửa Bắc nhìn từ bên trong, kh. năm 1884-1885, sau khi quân Pháp đã chiếm thành Hà Nội.